# Tanya (bambola)

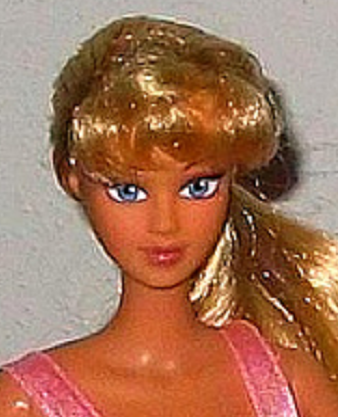
Il volto della bambola Tanya negli anni duemiladieci.

Il logo utilizzato negli anni duemiladieci.

Tanya è una bambola italiana creata nel 1971 e oggi distribuita dalla "Giocheria". Tanya è una fashion doll, e venne immessa sul mercato nel 1971 dalla ditta "Ceppi Ratti", con lo scopo di imitare le caratteristiche di Barbie, offrendo però un prezzo maggiormente competitivo. Nonostante questo, si è creata una certa credibilità diventando una bambola popolare soprattutto negli anni novanta, apice del suo successo. 
Dal 1993 Tanya è un prodotto del gruppo Giochi Preziosi.
Il 14 marzo 2000 Giochi Preziosi ha annunciato tramite un comunicato stampa sul quotidiano Il Sole 24 Ore di aver lanciato Tanya negli Stati Uniti d'America e in Giappone ottenendo un grande successo di vendite.
Negli anni ha sempre cercato di ricalcare i successi del momento, come cartoni animati, programmi televisivi e personaggi della cultura pop, creando però sue versioni personali. Nel corso degli anni ha avuto più rilanci e di conseguenza più restyling, la versione più recente ha subìto modifiche con nuovi occhi in stile manga.

## Storia

### Anni settanta

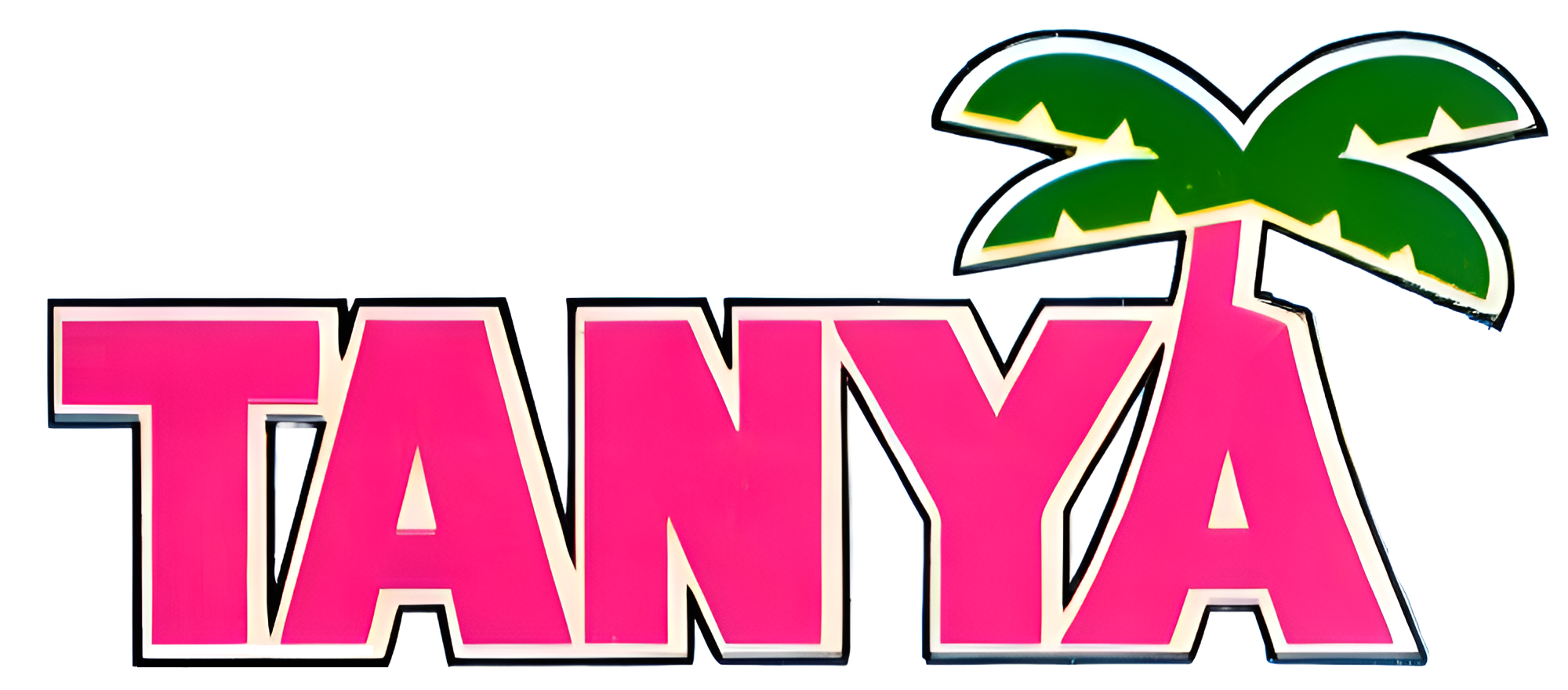
Il logo di Tanya usato nelle confezioni degli anni '70.

La prima fashion doll italiana creata per competere con Barbie venne immessa sul mercato nel 1971 dalla ditta "Ceppi Ratti" di Oleggio Castello. Ispirata al modello della Malibu Barbie, Tanya venne venduta in blister e sulla confezione venne impresso il codice #7745. La prima Tanya si presentava con la pelle abbronzata, indossava un costume da bagno intero di colore rosa, un berretto, un paio di scarpe rosa e inoltre aveva un paio di occhiali verdi e un asciugamano rosso. Il logo presentava la scritta Tanya a caratteri cubitali e nella lettera A finale compariva il disegno di una palma stilizzata. Tanya venne realizzata con il viso della bambola statunitense Maddie Mod della ditta "Mego Corporation". Tra il 1973 al 1975 cambiò volto e le bambole identificabili come Tanya vennero marchiate Hong Kong e rese simili a Petra, bambola prodotta negli stessi anni dalla ditta tedesca "Airfix" e a Maxi Mod, bambola statunitense prodotta dalla ditta "Shillman".
Verso la metá degli anni settanta, Tanya assunse una nuova fisionomia, quella di Karina, bambola prodotta dalla ditta tedesca "Busch". Vennero distribuite diverse versioni, tra cui 18 anni, Ascona, Ballerina, Capri, Chalet, Montecarlo, Smoking, Sposa e St. Moritz. Vennero distribuite successivamente linee coordinate di abiti e una linea Boutique. Il logo di Tanya rimase quello con la palma, ma sulle confezioni venne aggiunta la figura di una donna in stile anni venti. Il numero di codice riportato sul retro delle confezioni degli abiti è uguale per tutti i modelli ed è #15130 per la linea Boutique e #15127 per la linea pellicce. Su alcune confezioni, iniziò a comparire anche un marchio con la scritta: Pubblicità in TV.
Tanya non è l’unica bambola del periodo con queste caratteristiche. Esistono altre bambole con volti simili, oltre a Karina della "Busch", esiste una bambola di nome Tina venduta in blister negli stati uniti e una quarta bambola di nome Dendi Star, importata in Italia dalla GiG. Nonostante Tanya e Karina siano pressoché identiche, nessun marchio o scritta sulla scatola fanno supporre a una licenza concessa dalla "Busch" per commercializzare la propria bambola in Italia. La storia di Tanya e di Karina si intreccerà nuovamente negli anni novanta.

### Anni ottanta
All'inizio degli anni ottanta Tanya cambiò nuovamente volto. La "Ceppi Ratti" distribuì su licenza della ditta "Creata" la linea Flower Princess. La grafica delle scatole delle bambole della "Creata" non venne modificata, venne solo apposto il logo di Tanya con la palma. Accanto al marchio "Ceppi Ratti", dal 1982 comparve sulle scatole anche quello della "Creata". 
Anche la ditta tedesca "Von Plasty", produttrice della  bambola Petra, distribuì su licenza della "Creata" la linea Flower Princess. A differenza della "Ceppi Ratti", la bambola Petra mantenne il marchio "Von Plasty" e il logo della "Creata" non comparve sulla scatola. 
Durante la metà degli anni ottanta, il successo della serie animata Jem e la realizzazione della linea di bambole prodotta dalla "Hasbro", portò alla creazione della linea Barbie Rockers. Anche la "Creata" creò una linea simile chiamata Lace, mentre con la "Ceppi Ratti" la linea di Tanya venne intitolata Disco Star. Lace/Disco Star rappresentò l’ultima collaborazione tra la "Ceppi Ratti" e la "Creata". In Italia successivamente uscirono ancora diversi modelli di Tanya con il volto de Le Principesse dei Fiori, ma senza riportare più il marchio della "Creata".
Vennero, alla fine degli anni ottanta, commercializzate diverse linee, tra cui Casual, Cuore Romantico, Gocce di Luna, Rally star, Romantica, Stella delle nevi, Tris e Più rosa. Infine venne distribuita una linea di accessori e abiti chiamata Emporio. In questo periodo il logo di Tanya cambiò per la prima volta. Scomparve la palma e comparve il volto di una donna bionda, ma anche questo restò brevemente. In seguito il logo utilizzato venne composto solo dalla scritta Tanya.

### Anni novanta
Terminata nel 1987 la joint venture con la "Creata", Tanya cambia aspetto a causa di varie vicissitudini societarie. Alla fine degli anni ottanta la "Ceppi Ratti", infatti diventa la società di distribuzione "Nuova Ceppi Ratti", poi nel 1993 viene acquisita dalla "Giochi Preziosi", gruppo esistente dal 1978, licenziatario dei negozi in franchising "Giocheria" e che dal 1994 apre in Italia i "Toys Center", negozi sul modello degli americani "Toys "R" Us". Inoltre, la società di produzione che aveva sede a Oleggio Castello, si trasferisce a Cogliate. Nel 1995 è immessa sul mercato Tanya Miss Italia.
Tra la fine degli anni ottanta e l'inizio degli anni novanta il volto di Tanya, diventa simile a quello di una bambola prodotta dalle ditte cinesi "Tong" e "M&C" distribuita in Europa come Betty Teen. I modelli successivi vengono distribuiti con il volto della bambola Karina della "Busch" e questo volto viene mantenuto fino alla metà degli anni novanta. Mettendo a confronto il viso di Tanya con Karina, sulla nuca, è riconoscibile il marchio a forma di rombo della "Busch", con le lettere abrase. Anche il fidanzato di Karina, Marc viene rinominato Jason per la versione italiana. Contrariamente a quanto successo con la "Creata", il marchio della "Busch" sulla scatola di Tanya non compare, così come non era presente nella precedente versione dagli anni settanta.